# Ninoxe de Timor
Ninox fusca
Pour l’article ayant un titre homophone, voir Ninoxe boubouk.
Espèce
Statut de conservation UICN

 LC  : Préoccupation mineure
Statut CITES
La Ninoxe de Timor (Ninox fusca) est une espèce d'oiseaux de la famille des Strigidae.

## Répartition
Cette espèce est endémique de l'île de Timor.

## Systématique
La Ninoxe de Timor était considérée comme une sous-espèce de la Ninoxe d'Australie (Ninox boobook) mais le 20 janvier 2019, lors de la mise à jour 9.1 de sa classification de référence, l'Union internationale des ornithologues a décidé d'en faire une espèce à part entière.